# Safia aenea
Safia aenea là một loài bướm đêm trong họ Noctuidae.